# Liga Revelación
La Liga Revelación (en portugués: Liga Revelação, oficialmente denominada Campeonato Nacional Sub-23) es una competición de fútbol organizada por la Federación Portuguesa de Fútbol, destinada a equipos sub-23 de clubes portugueses.

## Referencia
1. ↑  «Portugal - Liga Revelação». www.livesoccertv.com. Consultado el 13 de julio de 2025.
2. ↑  Renascença (2 de septiembre de 2020). «FPF anuncia novo formato da Liga Revelação - Renascença». Rádio Renascença (en portugués de Portugal). Consultado el 13 de julio de 2025.